# Lista decoraților cu Ordinul „Gloria Muncii” (anii 1990)
Articol principal: Ordinul „Gloria Muncii” (Republica Moldova). Vezi și: anii 2000 • anii 2010 • anii 2020
Ordinul „Gloria Muncii” este un ordin oficial în Republica Moldova, care se conferă pentru rezultate excepționale în muncă, activitate publică de vază, și contribuții substanțiale în domeniul culturii, științei, sportului, vieții publice sau social-economice. Este conferit de către Președintele Republicii Moldova.
Pagina dată conține lista tuturor persoanelor, întreprinderilor, instituțiilor, organizațiilor, colectivelor de creație și unităților militare care au fost decorate cu Ordinul „Gloria Muncii” pe parcursul anilor 1990.

## Persoane și organizații decorate

### 1994
- Stepan Arnautov, director al gospodăriei agricole de stat „Pobeda”, raionul Vulcănești[2]
- Anatol Mocanu, președintele gospodăriei agricole „Sofia”, raionul Drochia[3]

### 1995
- Vasile Procopișin, șef de catedră al Universității de Stat de Medicină și Farmacie „Nicolae Testemițanu”[4]
- Ivan Stoev, medic la Dispensarul Republican de Narcologie[4]
- Petru Armaș, conducător auto la coloana intergospodărească mobilă mecanizată de drumuri nr. 3 din Călărași, asociația „Moldagroconstrucția”[5]
- Mihai Barbineagra, șef adjunct al Inspectoratului de stat pentru supravegherea calității construcțiilor, Departamentul Arhitecturii și Construcțiilor[5]
- Pavel Dimitrov, mecanic de autogreider la sectorul de exploatare a drumurilor Hîncești al societății pe acțiuni „Autodrum”, Ministerul Transporturilor și Gospodăriei Drumurilor[5]
- Grigorii Dmitric, tâmplar la Combinatul de prelucrare a lemnului din Chișinău, asociația „Moldagroconstrucția”[5]
- Ion Fanu, zidar în organizația intergospodărească din Căușeni, asociația „Moldagroconstrucția”[5]
- Valerii Iconnicov, director general al Companiei de Stat „Moldenergo”, Departamentul Energetică, Resurse Energetice și Combustibil[5]
- Ion Stanciu, șef de șantier în organizația cooperatistă de stat de construcții nr. l din Hîncești, asociația „Moldagroconstrucția”[5]
- Sava Talbu, maistru superior la sectorul de exploatare a drumurilor Hîncești al societății pe acțiuni „Autodrum”, Ministerul Transporturilor și Gospodăriei Drumurilor[5]
- Oleg Stoicev, colaborator științific principal la Institutul Național de Ecologie[6]
- Ion Grabco, șeful Direcției complexului agroindustrial a comitetului executiv raional Taraclia[7]
- Arhip Cibotaru, poet[8]
- Anatolii Zelenskii, director al Colegiului de Zootehnie din satul Brătușeni, raionul Edineț[9]
- Isaac Șroit, colaborator științific principal la Institutul de Cercetări în Medicina Preventivă și Clinică[10]
- Leonid Garciuc, conducătorul colectivului coral din satul Nicoreni, raionul Drochia[11]
- Grigore Jingan, șef al brigăzii de tencuitori-finisori la Societatea pe Acțiuni „Construcția-24” din Orhei a Asociației „Moldova-Construcția”[12]
- Victor Canicovschi, director general al Asociației de Stat de Producție pentru Explorări Geologice și Ridicări Topografo-Geodezice[13]
- Leonid Bolgarin, vicepreședinte al Societății pe Acțiuni „Accent”[14]
- Valeriu Rudic, director al Institutului de Microbiologie al Academiei de Științe a Moldovei[15]
- Stepan Iașciuc, tencuitor la Direcția de Construcții și reparații a Drumurilor Ceadîr-Lunga[16]
- Ghenrih Jelvacov, director al hotelului „Chișinău”[16]
- Arcadii Lahter, director al Direcției Republicane Științifice de Producție „Anticor-Electro”, or. Chișinău[16]
- Victor Martîniuc, director general al Regiei Transportului Urban de Pasageri, or. Chișinău[16]
- Ghenii Mejevoi, director al Institutului de Proiectări „Iprocom”, or. Chișinău[16]
- Tudor Moisa, zidar la Direcția de Producție a Gospodăriei Locativ-Comunale Leova[16]
- Anna Selina, președinte al Comitetului Central al Sindicatului Lucrătorilor din Industria Locală, Deservirea Comunală și Socială a Populației din Moldova[16]
- Simion Sîrbu, tâmplar la Trustul de Arendă în Antrepriză Specializat în Proiectări, Reparații și Construcții, or. Chișinău[16]
- Aurelian Gulea, șef de catedră la Universitatea de Stat din Moldova[17]
- Gheorghe Avornic, conducător de brigadă în colhozul „Dubăsarii Vechi”, raionul Criuleni[18]
- Maria Bobeica, muncitoare în sovhozul de reproducție „Ungheni”, raionul Ungheni[18]
- Eugen Buciucianu, agronom-șef în gospodăria agricolă „Victoria”, raionul Edineț[18]
- Alexei Budeșteanu, director al silozului de cereale din Iargara, raionul Leova[18]
- Ion Camerzan, agronom-șef la Societatea pe Acțiuni „Moldova”, raionul Glodeni[18]
- Stepan Cher, conducător de brigadă în colhozul „Pravda”, raionul Comrat[18]
- Andrei Coibanu, președinte al colhozului „Moldova”, raionul Ștefan-Vodă[18]
- Ilarion Ciobanu, președinte al Societății pe Acțiuni „Alfa-Nistru”, raionul Soroca[18]
- Vasile Cojocari, președinte al firmei agrare „Drepcăuți”, raionul Briceni[18]
- Ion Cojocaru, conducător de brigadă în firma agricolă „Miciurin”, raionul Sîngerei[18]
- Vasile Conea, șef de fermă în gospodăria agricolă „Boris Glavan”, raionul Drochia[18]
- Valerii Costiuc, șef de secție la Institutul de Proiectări pentru Organizarea Teritoriului, or. Chișinău[18]
- Vasile Grama, președinte al gospodăriei agricole „Frasin”, raionul Dondușeni[18]
- Elena Grîu, șef de fermă la Colegiul Electromecanic Roșcani, raionul Anenii Noi[18]
- Valeriu Harea, președinte al cooperativei agricole „Struguraș”, raionul Telenești[18]
- Gheorghe Lisnic, mecanizator în Societatea pe Acțiuni „Ialova”, raionul Rezina[18]
- Nicolae Merlan agronom-șef în gospodăria agricolă „Moldova”, raionul Cimișlia[18]
- Ion Morari, conducător de brigadă la Asociația Interrraională de Producție, Reparație și Exploatare Ungheni a Concernului de Stat al Gospodăriei Apelor „Acva”[18]
- Anatol Moraru, președinte al Asociației intergospodărești pentru creșterea cărnii de porc Cantemir[18]
- Petru Moraru, președinte al Întreprinderii intergospodărești colective pentru producerea cărnii de porc Hîncești[18]
- Grigore Pascari, conducător de brigadă la Societatea pe Acțiuni „Ciuciulea”, raionul Glodeni[18]
- Vasile Pavel, președinte al gospodăriei agricole „Victoria” raionul Fălești[18]
- Vladimir Simașco, președinte al cooperativei agricole de producție „Cioara”, raionul Hîncești[18]
- Ștefan Sîrghi, președinte al colhozului „Prietenia”, raionul Ungheni[18]
- Alexanru Stațiuc, șef de fermă în asociația agricolă „Balasinești”, raionul Briceni[18]
- Grigore Tabaranu, președinte al gospodăriei agricole „Grănicerul”, raionul Fălești[18]
- Petru Tărîță, președinte al colhozului „Biruința”, raionul Basarabeasca[18]
- Serafim Terenti, președinte al colhozului „Nistru”, raionul Dubăsari[18]
- Grigore Tocarciuc, președinte al colhozului „Mălăiești”, raionul Orhei[18]
- Pavel Tudorache, conducător de brigadă în gospodăria agricolă „Bardar”, raionul Ialoveni[18]
- Iurie Tulei, președinte al gospodăriei agricole „Nistru”, raionul Ștefan-Vodă[18]
- Vasilii Țveatcov, președinte al cooperativei agricole de producție „Troița”, raionul Leova[18]
- Eudochia Vataga, conducător de brigadă la Societatea pe Acțiuni „Basarabia”, raionul Anenii Noi[18]
- Stepan Volcov, tractorist în sovhozul-fabrică „Ăfironos”, raionul Căinari[18]
- Ecaterina Voluță, muncitoare în sovhozul-fabrică „Onișcani”, raionul Călărași[18]
- Gheorghe Eșanu, artist al poporului din Republica Moldova[19]
- Ion Taburță, membru al Uniunii Artiștilor Plastici din Republica Moldova, or. Chișinău[20]
- Isac Busuioc, șef de secție al Spitalului Clinic Republican de Psihiatrie[21]
- Dumitru Merla, medic șef adjunct al Spitalului Clinic Republican de Psihiatrie[21]
- Eudochia Magdei, șefă de secție la Spitalul Clinic Republican pentru Copii[22]
- Dumitru Moldovan, medic șef al Spitalului Raional Central Căușeni[22]
- Victoria Perju, medic la Spitalul Raional Central Taraclia[22]
- Vitalie Rotarenco, șef de șantier la Direcția de Construcții nr. 10, Societatea pe Acțiuni „Consind-prim” a Asociației „Moldova-construcția”[23]
- Anatolii Șcicica, inginer șef la Direcția de Construcții nr. 9, Societatea pe Acțiuni „Consind-prim” a Asociației „Moldova-construcția”[23]
- Mircea Bologa, director al Institutului de Fizică Aplicată al Academiei de Științe a Moldovei[24]
- Victor Circov, director general al Uzinei de tractoare din Chișinău[25]
- Filip Ambros, conferențiar la Universitatea de Stat de Medicină și Farmacie „Nicolae Testemițanu”[26]
- Mihai Bîrsan, șef de catedră la Universitatea de Stat de Medicină și Farmacie „Nicolae Testemițanu”[26]
- Nicolae Cereș, conferențiar la Universitatea de Stat de Medicină și Farmacie „Nicolae Testemițanu”[26]
- Dumitru Croitoru, șef de catedră la Universitatea de Stat de Medicină și Farmacie „Nicolae Testemițanu”[26]
- Petru Galețchi, prorector al Universității de Stat de Medicină și Farmacie „Nicolae Testemițanu”[26]
- Teodor Lupașcu, conferențiar la Universitatea de Stat de Medicină și Farmacie „Nicolae Testemițanu”[26]
- Maria Moșneaga, conferențiar la Universitatea de Stat de Medicină și Farmacie „Nicolae Testemițanu”[26]
- Ion Podubnîi, șef de catedră la Universitatea de Stat de Medicină și Farmacie „Nicolae Testemițanu”[26]
- Galina Rusu, șefă de catedră la Universitatea de Stat de Medicină și Farmacie „Nicolae Testemițanu”[26]
- Andrei Zorkin, colaborator științific coordonator în laboratorul central de cercetări științifice al Universității de Stat de Medicină și Farmacie „Nicolae Testemițanu”[26]
- Balan Pavel Balan, operator de cinema, membru al Uniunii Cineaștilor din Republica Moldova[27]
- Leonid Mursa, director producție film, membru al Uniunii Cineaștilor din Republica Moldova[27]
- Gheorghe Marin, colaborator științific superior la Institutul de Cercetări Științifice, Selecție și Tehnologii pentru Pomicultură[28]
- Ion Șeremet, director adjunct al Institutului Oncologic din Moldova[29]

### 1996
- Anatolii Gorbunov, șef al Trustului „Edilitate” al Ministerului Serviciilor Comunale și exploatării Fondului de Locuințe[30]
- Tamara Culaghina, procuror în secție la Procuratura Generală[31]
- Stepan Ștogrea, șef-adjunct de secție la Procuratura Generală[31]
- Miron Timofti, șef de secție la Procuratura Generală[31]
- Ilie Todorov, regizor la Teatrul Național „Mihai Eminescu”[32]
- Evghenii Martîniuc, președinte al Societății pe Acțiuni „Danulschii”, raionul Glodeni[33]
- Tudor Căpățînă, ajutor al președintelui Societății „Cernobîl” din Moldova[34]
- Ion Rusu, președinte al  Societății „Cernobîl” din Moldova[34]
- Vladimir Russu, președinte al organizației „Cernobîl” din municipiul Bălți[34]
- Arsenie Untilov, director al filialei nr. 13 a Societății pe Acțiuni „Consocivil”[35]
- Gheorghe Curca, tâmplar la Trustul de Arendă în Antrepriză Specializat în Proiectări, Reparații și Construcții, Chișinău[36]
- Andrei Ichim, director al Întreprinderii Rețelelor Electrice de Iluminat „Lumteh”, Chișinău[36]
- Andrei Zabrian, lăcătuș la Direcția de Apeducte și Canalizare din orașul Soroca[36]
- Mihail Pașalî, președinte al Asociației colhozurilor și fermierilor „Agrarnic”, or. Ceadîr-Lunga[37]
- Ion Diacon, secretar științific al Secției de Științe Fizice și Matematice a Academiei de Științe a Moldovei[38]
- Anatol Malevanciuc, șef al Direcției Baziniere pentru Gospodărirea Apelor[39]
- Ion Morari, mașinist la stația de pompare a Asociației Interraionale de Producție, Reparație și Exploatare Ungheni[39]
- Antonina Banari, șefă de catedră la Colegiul Republican de Medicină[40]
- Gurie Coșciug, director adjunct al Institutului Oncologic din Moldova[40]
- Eugen Popușoi, șef de catedră la Universitatea de Stat de Medicină „N. Testemițanu”[41]
- Lidia Istrati (Cioban), scriitoare[42]
- Ion Rusu, director general al Societății pe Acțiuni „Fabrica de Sticlă din Chișinău”[43]
- Boris Fișer, șef de sector la Întreprinderea Didactică de Producție „Maiac” din Bender[44]
- Valentin Lungu, director al Întreprinderii Didactice de Producție din Soroca[44]
- Valentina Roșca, președinte al biroului organizației primare a Societății Orbilor din Moldova, Întreprinderea Didactică de Producție din Chișinău[44]
- Trofim Zagorodnov, președinte al biroului organizației primare a Societății Orbilor din Moldova, Întreprinderea Didactică de producție din Bălți[44]
- Piotr Zalozețkii, lăcătuș-montor la Întreprinderea Didactică de Producție din Chișinău[44]
- Tihon Cialîc, colaborator științific principal la Institutul de Cercetări Științifice pentru Porumb și Sorg al A.Ș.P. „Porumbeni”[45]
- Lucia Purice (Zbîrciog), scriitoare[46]
- Vasile Cebotaru, președinte al cîrmuirii Uniunii Raionale a Asociațiilor de Consum Florești[47]
- Valentina Bonari, șefă a trenului de construcție și montare nr. 740, stația Basarabeasca[48]
- Ilie Țurcan, șef al Întreprinderii de Stat „Calea Ferată din Moldova”[48]
- Grigore Botezatu, scriitor[49]
- Aureliu Busuioc, scriitor[49]
- Ion Ciobanu, scriitor[49]
- Vasile Levițchi, scriitor[49]
- Valentin Mîndîcanu, scriitor[49]
- Serafim Saka, scriitor[49]
- Dionis Tanasoglu, scriitor[49]
- Ion Ciocanu, colaborator la săptămânalul „Glasul Națiunii”[50]
- Ion Dumeniuk, post-mortem[50]
- Nicolae Mătcaș, șef de secție la revista „Limba Română”[50]
- Gheorghe Vodă, scriitor[50]
- Ana Bobescu, maistru superior al Fabricii de Vinuri și Coniacuri din or. Călărași[51]
- Victor Răilean, director al Fabricii de Vinuri și Coniacuri din or. Călărași[51]
- Tudor Țaga, inginer șef al Fabricii de Vinuri și Coniacuri din or. Călărași[51]
- Alexandru Balan, șef al Vamei Giurgiulești[52]
- Eugen Grosu, șef al Vamei Bender[52]
- Alexandr Kirpicenco, antrenor principal al echipei naționale olimpice de canoe[53]
- Efim Josanu, președinte al Comitetului Național Olimpic[53]
- Serghei Mureico, medaliat cu bronz la Jocurile Olimpice de la Atlanta la lupte greco-romane[53]
- Victor Reneiskii, medaliat cu argint la Jocurile Olimpice de la Atlanta la proba de canoe dublu[53]
- Vasile Scurtul, director al Departamentului Tineretului și Sportului[53]
- Vladimir Pascalov, președinte al firmei agricole „Corten”, raionul Taraclia[54]
- Nicolae Ciumac, medaliat cu bronz la Jocurile Paralimpice de la Atlanta⁠(d) la cursa de 10.000 metri alergări[55]
- Dumitru Cîrlici, tâmplar la Întreprinderea comercială de producție „ICAM” S.A.[56]
- Grigore Cincilei, profesor la Universitatea de Stat din Moldova[57]
- Ion Niculiță, decan al facultății de istorie a Universității de Stat din Moldova[57]
- Gheorghe Rusnac, rector al Universității de Stat din Moldova[57]
- Alexandru Televca, șef de catedră la Universitatea de Stat din Moldova[57]
- Gheorghe Bosi, profesor la Liceul Teoretic Leova[58]
- Liubomir Chiriac, director al școlii medii Antonești, Cantemir[58]
- Maria Cornea, director adjunct al școlii medii incomplete Hulboaca, Orhei[58]
- Irina Gantea, colaborator științific coordonator la Institutul de Științe Pedagogice și Psihologice[58]
- Eugenia Hadji, director al școlii medii „V. Korolenko” Moscovei, Cahul[58]
- Eugen Hrișcev, rector al Academiei de Studii economice din Moldova[58]
- Vasile Luca, profesor la Liceul-internat Republican cu Profil Sportiv[58]
- Alexandru Lungu, șef de catedră la Universitatea de Stat Tiraspol[58]
- Pavel Tolmaciov, rector al Institutului Național de Educație Fizică și Sport[58]
- Sofia Torlac, director general al Direcției raionale de învățământ și cultură Ceadîr-Lunga[58]
- Mircea Znagovanu, director al școlii medii Jevreni, Criuleni[58]
- Eugenia Șarova, profesoară la Liceul teoretic „A. Mateevici” Căușeni[58]
- Anatol Țurcan, viceprimar al municipiului Chișinău[59]
- Constantin Andriuță, șef de catedră la Universitatea de Stat de Medicină „N. Testemițanu”[60]
- Victor Deatișen, medic șef al Spitalului clinic republican de boli infecțioase „T. Ciorbă”[60]
- Margarita Drăguță, șefă a farmaciei Spitalului clinic republican de boli infecțioase „T. Ciorbă”[60]
- Andrei Focșa, viceministru al transporturilor și gospodăriei drumurilor[61]
- Vasile Anestiade, director al Centrului de Patologie, AȘM[62]
- Gheorghe Cojocaru, șef al Secției Cadre și Doctorantură, AȘM[62]
- Tatiana Constantinov, director al Institutului de Geografie, AȘM[62]
- Andrei Eșanu, șef de direcție la Institutul de Istorie, AȘM[62]
- Teodosii Furdui, director al Institutului de Fiziologie, AȘM[62]
- Nicolae Gărbălău, director al Institutului de Chimie, AȘM[62]
- Andrei Izman, secretar științific în Secția Organizare a Științei a prezidiului Academiei de Științe[62]
- Victor Kovarskii, șef de laborator la Institutul de Fizică Aplicată, AȘM[62]
- Boris Matienco, șef de laborator la Institutul de Fiziologie a Plantelor, AȘM[62]
- Constantin Moraru, șef de laborator la Institutul de Fiziologie a Plantelor, AȘM[62]
- Iurii Reabuhin, colaborator științific principal la Institutul de Matematică, AȘM[62]
- Alexei Spaskii, colaborator științific principal la Institutul de Zoologie, AȘM[62]
- Constantin Turta, șef de laborator la Institutul de Chimie, AȘM[62]
- Andrei Ursu, academician coordonator în Secția de Științe Biologice și Chimice, AȘM[62]
- Nina Harea, muncitoare la Societatea pe Acțiuni „Bucuria”[63]
- Vera Lukianova, muncitoare la Societatea pe Acțiuni „Bucuria”[63]
- Dmitrii Tumbrukaki, șef de secție la Societatea pe Acțiuni „Bucuria”[63]
- Ion Palencu, președinte al Tribunalului Cahul[64]
- Nicolae Timofti, președinte al Curții de Apel[64]
- Lia Zudina, judecător al judecătoriei sectorului Botanica, municipiul Chișinău[64]
- Boris Caba, președinte al cârmuirii Parcului de autobuze nr. 1 S.A., Chișinău[65]
- Efim Bogdanovskii, conducător artistic al Corului cameral, Chișinău[66]
- Victor Bantaș, șef al Direcției raionale a complexului agroidustrial Rîșcani[67]
- Lidia Bivol, conducătoare de brigadă în gospodăria agricolă „Rezeni”, raionul Căinari[67]
- Ivan Calin, conducător de brigadă în firma agricolă „Beșghioz”, raionul Ceadîr-Lunga[67]
- Vasile Cociu, președinte al cooperativei agricole „Carahasani”, raionul Ștefan-Vodă[67]
- Pavel Cuțenco, președinte al cooperativei agricole de producere „Pîrjolteni”, raionul Călărași[67]
- Andrei Dabija, agronom-șef al Societății pe Acțiuni „Alexeevca”, raionul Ungheni[67]
- Spiridon Danilescu, director general al Societății pe Acțiuni „Combinatul de panificație Franzeluța”, Chișinău[67]
- Alexei Florea, președinte al Societății pe Acțiuni „Prietenia”, raionul Soroca[67]
- Eugeniu Lebediuc, președinte al Societății pe Acțiuni „Fundurii Vechi”, raionul Glodeni[67]
- Piotr Liulenov, șef al Direcției raionale a complexului agroindustrial Ceadîr-Lunga[67]
- Andrei Manea, șef al Direcției raionale a complexului agroindustrial Drochia[67]
- Andrei Mihalache, președinte al Societății pe Acțiuni „Scoreni”, raionul Strășeni[67]
- Ana Moneva, conducătoare de brigadă la Combinatul agroindustrial pentru producerea, colectarea și prelucrarea poamei „Bulboaca”, raionul Anenii Noi[67]
- Petru Nedov, șef de secție la Institutul Național al Viei și Vinului[67]
- Lion Niculița, președinte al cooperativei agricole de producere „Calea Basarabiei”, raionul Basarabeasca[67]
- Dan Nour, șef de direcție la Ministerul Agriculturii și Alimentației[67]
- Tudor Oboroc, șef al Direcției raionale a complexului agroindustrial Dondușeni[67]
- Valentina Ohrimovscaia, șefă a Inspectoratului de stat pentru semințe din raionul Anenii Noi[67]
- Ion Pascaru, agronom-șef al cooperativei agricole de producere „Sărata-Galbenă”, raionul Hîncești[67]
- Ion Sacal, președinte al gospodăriei agricole „Ciolacu”, raionul Fălești[67]
- Dumitru Saghin, președinte al Societății pe Acțiuni „Moldova”, raionul Vulcănești[67]
- Dmitrii Sapunji, conducător de brigadă în gospodăria agricolă „Maiak”, raionul Comrat[67]
- Ion Stratan, medic veterinar șef al Stației de combatere a bolilor la animale, raionul Telenești[67]
- Ion Tăut, șef de fermă în Asociașia Gospodăriilor Țărănești „Fuzăuca”, raionul Șoldănești[67]
- Gheorghe Vasilache, președinte al Societății pe Acțiuni „Văleni”, raionul Vulcănești[67]
- Boris Zaharia, președinte al Societății pe Acțiuni „Cereale-Cupcini”, raionul Edineț[67]
- Gheorghe Barbaroșie, director al Centralei electrice cu termoficare nr. 2 din Chișinău[68]
- Anatolii Petrov, inginer-șef adjunct la Compania de Stat „Moldenergo”[68]
- Maria Gusac, decan al facultății pedagogie a Universității Pedagogice de Stat „Ion Creangă”[69]
- Victor Lupașco, prorector al Institutului Național de Educație Fizică și Sport[69]
- Valeriu Gorodețchi, președinte al Uniunii raionale a asociațiilor de consum Călărași[70]
- Vasile Vizitiu, director general al Întreprinderii Republicane de Producție „Universal” S.A.[71]
- Valeriu Bazatin, preot militar al Trupelor de carabinieri[72]
- Serghei Cuciuc, șef de direcție la Ministerul Culturii[73]
- Mihail Cibotaru, ministru al culturii[74]
- Vladimir Braga, director general al Societății pe Acțiuni „Vinuri-Ialoveni”[75]
- Ion Demian, director al Colegiului Republican de Muzică și Pedagogie din Bălți[76]
- Nicolai Lupov, conducător artistic al Ansamblului de Cîntece și Dansuri „Floricica”, or. Rezina[76]
- Petru Pascaru, șef de catedră la Institutul de Stat al Artelor din Moldova[76]
- Petru Teodorovici, compozitor[76]
- Eugenia Todorașcu, actriță la Teatrul de Stat Dramatic Rus „A. P. Cehov”[76]
- Ilie Blaj, șef de catedră la Universitatea Tehnică a Moldovei[77]
- Demir Dragnev, director al Institutului de Istorie al Academiei de Științe a Moldovei[77]
- Ion Ciubuc, președinte al Curții de Conturi[78]
- Nicolae Luchian, viceministru al finanțelor[78]
- Leonid Talmaci, guvernator al Băncii Naționale a Moldovei[78]
- Vladimir Ceban, președinte al comitetului executiv raional Criuleni[79]
- Tudor Lefter, președinte al comitetului executiv raional Telenești[79]
- Victor Cănănău, director al Institutului de Proiectări în Domeniul Organizării Teritoriului[80]
- Nicolae Ciornîi, președinte al consiliului de administrare al Societății pe Acțiuni „Tirex Petrol”[81]
- Valeriu Chițan, ministru al finanțelor[82]
- Nicolae Esinencu, scriitor[83]
- Nicolae Barbăscumpă, președinte al comitetului executiv raional Florești[84]
- Alexandru Scorpan, președinte al comitetului executiv raional Rîșcani[84]

### 1997
- Constantin Caraghiaur, președinte al comitetului executiv raional Vulcănești[85]
- Cezar Roitburd, șef de direcție la Societatea pe Acțiuni „Edilitate”, Chișinău[86]
- Nicolai Timciuc, director al Societății pe Acțiuni „Start”, Anenii Noi[86]
- Felix Vîrlan, director general adjunct al Asociației Republicane „Termocomenergo”[86]
- Lucheria Repida, doctor habilitat în istorie, membru al Consiliului Organizației Veteranilor din Republica Moldova[87]
- Leonid Blic, director general al Firmei Agroindustriale „Anina”, Hîrbovăț, Anenii Noi[88]
- Ilie Colța, conducător de brigadă în Societatea pe Acțiuni „Cărpineni”, raionul Hîncești[89]
- Vitalie Bețișor, șef de catedră la Universitatea de Stat de Medicină și Farmacie „Nicolae Testemițanu”[90]
- Ion Țurcan, președinte al Comisiei pentru economie, industrie și privatizare a Parlamentului[91]
- Gleb Dîgai, membru al Consiliului Organizației Veteranilor din Republica Moldova[92]
- Anatol Pînzaru, regizor la Teatrul Național de Stat „Vasile Alecsandri” din Bălți[93]
- Mihai Lesnic, director general al Concernului „Moldova-gaz” S.A.[94]
- Nicolae Opopol, prim-vicedirector general al Centrului Național Științifico-Practic de Igienă și Epidemiologie, membru-corespondent al Academiei de Științe a Moldovei[95]
- Ana Lupan, scriitoare[96]
- Andrei Tamazlucari, specialist principal la Uniunea Muzicienilor din Moldova[97]
- Ludmila Erofeeva, Artistă a Poporului din Republica Moldova[98]
- Dumitru Olarescu, director artistic al Studioului cinematografic „Viața”[99]
- Alexei Ciubașenco, președinte al Consiliului Coordonator al Audiovizualului din Republica Moldova[100]
- Daria Radu, compozitoare, Maestru Emerit al Artelor, conducător muzical la Grădinița de copii din satul Sadova, raionul Călărași[101]
- Nicolae Andreev, președinte al Consiliului Veteranilor Bălți[102]
- Ilia Arnaut, președinte al Societății pe Acțiuni „Maiak”, Comrat[103]
- Gheorghe Cozub, șef de direcție la Ministerul Agriculturii și Alimentației[103]
- Alexei Eșanu, director al Combinatului de Vinuri Spumante și de Marcă „Vismos”, Chișinău[103]
- Claudia Ioviță, muncitoare la Combinatul de Șampanie și Vinuri de Marcă „Cricova”[103]
- Ion Lungu, director al Complexului pentru Producerea Cărnii de Porc „Roșcani” S.A., Anenii Noi[103]
- Anatol Radiola, președinte al Asociației Gospodăriilor Țărănești „Colonița”, Chișinău[103]
- Ion Șoșu, director al Societății pe Acțiuni „Porumb-Nord”, Drochia[103]
- Vasile Tarlev, director general al Societății pe Acțiuni „Bucuria”[103]
- Ion Urzică, șef de direcție la Ministerul Agriculturii și Alimentației[103]
- Vadim Vacarciuc, campion mondial la haltere[104]
- Roza Treigherman, președinte al Comitetului de conducere al Societății pe Acțiuni „Piele”[105]
- Maria Cojuhari, șefă de secție la Spitalul Clinic Republican[106]
- Andrian Tănase, șef de secție la Spitalul Clinic Republican[106]

### 1998
- Pavel Postovanu, vicepreședinte al Comitetului Executiv Raional Drochia[107]
- Gheorghe Urschi, Artist emerit[108]
- Liudmila Vaverco, șefă de catedră la Academia de Muzică „Gavriil Musicescu”[109]
- Tudor Suveică, șef adjunct de secție la Procuratura Generală[110]
- Leonid Toderaș, procuror al raionului Anenii Noi[110]
- Semion Certan, deputat, membru al Biroului Permanent al Parlamentului[111]
- Constantin Rusnac, rector al Academiei de Muzică „Gavriil Musicescu”[112]
- Constantin Olaru, viceministru al agriculturii și alimentației[113]
- Ihil Șraibman, scriitor[114]
- Pavel Bîtcă, profesor universitar la Universitatea de Stat de Medicină și Farmacie „Nicolae Testemițanu” (USMF)[115]
- Diomid Gherman, șef de catedră la USMF[115]
- Eugen Maloman, șef de catedră la USMF[115]
- Mihail Moldovan, conferențiar universitar la USMF[115]
- Vasile Cozma, președinte al Curții de Conturi[116]
- Eufrosinia Dobîndă-Volontir, actriță la Teatrul Național de Stat „Vasile Alecsandri” din Bălți[117]
- Vladimir Zaiciuc, actor la Teatrul Republican „Luceafărul”[117]
- Ion Josan, violoncelist, director al Filarmonicii Naționale a Republica Moldova[118]
- Gheorghe Mustea, director artistic al Orchestrei Simfonice a Companiei de Stat „Teleradio-Moldova”[119]
- Mihail Stratan, director de departament la „Teleradio-Moldova”[119]
- Anton Uncuță, redactor la „Teleradio-Moldova”[119]
- Ștefan Culea, șef al Serviciului de presă al Guvernului[120]
- Nicolae Andronatii, pictor scenograf la Teatrul Republican „Luceafărul”[121]
- Zlata Tcaci, compozitor, profesor universitar la Academia de Muzică „Gavriil Musicescu”[122]
- Ion Carai, instrumentist[123]
- Iuri Grecov, scriitor[124]
- Ion Bass, Artist al Poporului din Republica Moldova[125]
- Leonid Cerescu, director general al Societății pe Acțiuni „Monolit”[126]
- Valentina Badrajan, prim-viceministru al finanțelor[127]
- Gheorghe Madan, scriitor[128]
- Raisa Ploaie (Lungu), scriitoare[128]
- Andrei Galben, rector al Universității Libere Internaționale din Moldova[129]
- Hubert Védrine⁠(d), ministru al afacerilor externe al Franței[130]
- Christian Pierret⁠(d), secretar de stat pentru industrie al Franței[130]
- Bernard Kouchner⁠(d), secretar de stat pentru ocrotirea sănătății al Franței[130]
- Dominique de Villepin, secretar general al Președinției Republicii Franceze[130]
- Dumitru Postovan, șef de secție la Procuratura Generală[131]
- Ariadna Șalari (Ciobanu), scriitoare[132]
- Chiril Darmancev, președinte al Comitetului Executiv Raional Taraclia[133]
- Petru Antohii, medic-șef al raionului Fălești[134]
- Liubomir Chiriac, director al Școlii Medii din Antonești, Cantemir[135]
- Ion Eșanu, director al Școlii Profesionale Tehnice nr. 1, Chișinău[135]
- Olga Mazur, țesătoare la Societatea pe Acțiuni „Floare-Carpet”[136]
- Nicolae Rabii, director general al Societății pe Acțiuni „Floare-Carpet”[136]
- Eliza Botezatu, scriitoare[137]
- Serghei Calmîc, președinte al Societății pe Acțiuni „Basarabia”, Anenii Noi[138]
- Alexei Cara, director al Întreprinderii de Stat pentru Creșterea Porcinelor de Rasă „Biruința”, Orhei[138]
- Vladimir Corolenco, președinte al Firmei Intergospodărești de Proiectări și Construcții, Dondușeni[138]

### 1999
- Vasile Șișcanu, președinte al Judecătoriei municipiului Bălți[139]
- Constantin Țîbîrnă, șef de catedră la Universitatea de Stat de Medicină și Farmacie „Nicolae Testemițanu”[140]
- Aglaia Crivceanschi, prim-vicepreședinte al Consiliului de Administrație al Băncii Comerciale pe Acțiuni „Banca Socială”[141]
- Vasile Constantinescu, actor la Teatrul Republican „Luceafărul”, Chișinău[142]
- Ion Corcimaru, șef de catedră la Universitatea de Stat de Medicină și Farmacie „Nicolae Testemițanu”[143]
- Gheorghe Ghidirim, șef de catedră la Universitatea de Stat de Medicină și Farmacie „Nicolae Testemițanu”[143]
- Iacob Popovici, șef al Aparatului Președintelui Republicii Moldova[144]
- Mefodie Rață, cercetător științific principal la Institutul de Matematică și Informatică al Academiei de Științe a Moldovei[145]
- Alexandru Zavtur, membru-corespondent al Academiei de Științe a Moldovei[145]
- Natalia Cherdivarenco, șef de catedră la Universitatea de Stat de Medicină și Farmacie „Nicolae Testemițeanu”[146]
- Ion Geru, profesor universitar la Universitatea de Stat din Moldova[146]
- Vitalie Scalnîi, prorector al Universității Tehnice a Moldovei[146]
- Teodor Zgureanu, compozitor[147]
- Anatolie Chirtoca, director general al Combinatului de Carne „Basarabia-Nord” S.A. din Bălți[148]
- Valentina Romanciuc, muncitoare la „Basarabia-Nord”[148]
- Gheorghe Amihalachioaie, președinte al Prezidiului Colegiului Avocaților din Republica Moldova[149]
- Vladimir Ianiev, director al Societății pe Acțiuni „Elevatorul” din Căușeni[150]
- Andrei Globa, consilier în Consiliul Județean Orhei[151]
- Victor Morev, primar al municipiului Bălți[151]
- Iacov Gurevici, redactor-șef adjunct al ziarului „Kișinevskie novosti”[152]
- Nicanor Solcan, președinte al Consiliului Republican al Mișcării Obștești a Inventatorilor și Raționalizatorilor „Inovatorul”[153]
- Valeriu Munteanu, președinte al Consiliului directorilor al Societății pe Acțiuni „Agromașina”[154]
- Ion Dediu, director al Institutului Național de Ecologie, președinte al Academiei Naționale de Ecologie[155]
- Vasile Marin, artist-vocalist[156]
- Gheorghe Tabunșcic, Guvernator (Bașkan) al Găgăuziei (Gagauz-Yeri)[157]
- Valeriu Muravschi, președinte al Comisiei pentru buget și finanțe a Parlamentului[158]
- Alexei Simașchevici, academician-coordonator al Secției de științe fizico-matematice și tehnice a Academiei de Științe[159]
- Tudor Țîrdea, șef de catedră la Universitatea de Stat de Medicină și Farmacie „Nicolae Testemițanu”[159]
- Ion Zaharia, conferențiar universitar la Universitatea de Stat a Artelor[160]
- Simion Lutenco, medic-șef al Sanatoriului „Victoria”, Sergheevka, regiunea Odessa, Ucraina[161]
- Vasili Scutelnic, medic-șef al Sanatoriului „Nufărul alb”, Cahul[161]
- Rem Veahirev⁠(d), președinte al Consiliului de administrație al Societății pe Acțiuni „Gazprom”, Federația Rusă[162]
- Mihai Popov, Ambasador Extraordinar și Plenipotențiar al Republicii Moldova în Republica Franceză[163]
- Grigore Triboi, director general al Societății pe Acțiuni „Farmaco”[164]
- Gheorghe Mazilu, critic literar[165]
- Gheorghe Melnic, conducător de troleibuz la Regia Transport Electric Chișinău[166]
- Agnesa Roșca, scriitoare[167]
- Andrei Harghel, judecător la Curtea de Apel[168]
- Vasile Soficiuc, șef de secție în Aparatul Consiliului Superior al Magistraturii[168]
- Serghei Butelscki, director al Combinatului Materialelor de Construcție „Macon” S.A.[169]
- Ion Dosca, mare maestru internațional la jocul de dame[170]
- Mihail Garștea, director general al Societății pe Acțiuni „Introscop”[171]
- Pavel Andreicenco, președinte al Societății Social-Culturale „Romii Moldovei”[172]
- Petru Brașoveanu, președinte al Cooperativei Agricole de Producție și Consum „Moldova”, județul Chișinău[173]
- Alexandru Cazacu, conducător al Gospodăriei Țărănești „Cazacu”, județul Chișinău[173]
- Vasili Costov, președinte al Firmei Agricole „Valea Perjei”, județul Taraclia[173]
- Vladimir Tonciuc, director al Combinatului de Produse Alimentare din Bălți[173]
- Valerian Revenco, prim-viceministru al muncii, protecției sociale și familiei[174]
- Mihai Mereuță, membru al Curții de Conturi[175]
- Ion Nagailîc, membru al Curții de Conturi[175]
- Iacov Tihman, director general al Întreprinderii Mixte „Vitanta-Intravest” S.A.[176]
- Nicolae Cernomaz, Ambasador Extraordinar și Plenipotențiar al Republicii Moldova în Republica Ungaria[177]
- Nicolai Usaciov, colonel al serviciului intern al organelor afacerilor interne[178]
- Șabs Roif, membru al Comisiei pentru problemele persoanelor de vârsta a treia de pe lângă Președintele Republicii Moldova[179]